# Patrick Verplancke
Patrick Verplancke (né le 26 octobre 1962 à Varsenare,) est un coureur cycliste belge, principalement actif dans les années 1980.

## Palmarès et résultats

### Palmarès par année
- 1980
  - Trophée des Flandres
- 1981
  - 2e du Trophée des Flandres
- 1982
  - 2e du championnat de Belgique militaires
- 1983
  - Circuit du Westhoek
  - 2e de Troyes-Dijon
- 1984
  - Course des chats
  - Prologue du Tour des régions italiennes (contre-la-montre par équipes)
- 1985
  - Bruxelles-Opwijk
  - Course des chats
- 1986
  - Grand Prix de Waregem
  - Zesbergenprijs Harelbeke
  - 1re étape du Tour du Loir-et-Cher
- 1989
  - 2e du Grand Prix du 1er mai
  - 3e de la Flèche côtière

### Résultats sur les grands tours

#### Tour d'Espagne
1 participation 
- 1985 : abandon (4e étape)